# Arcidiocesi di Nicopoli di Epiro

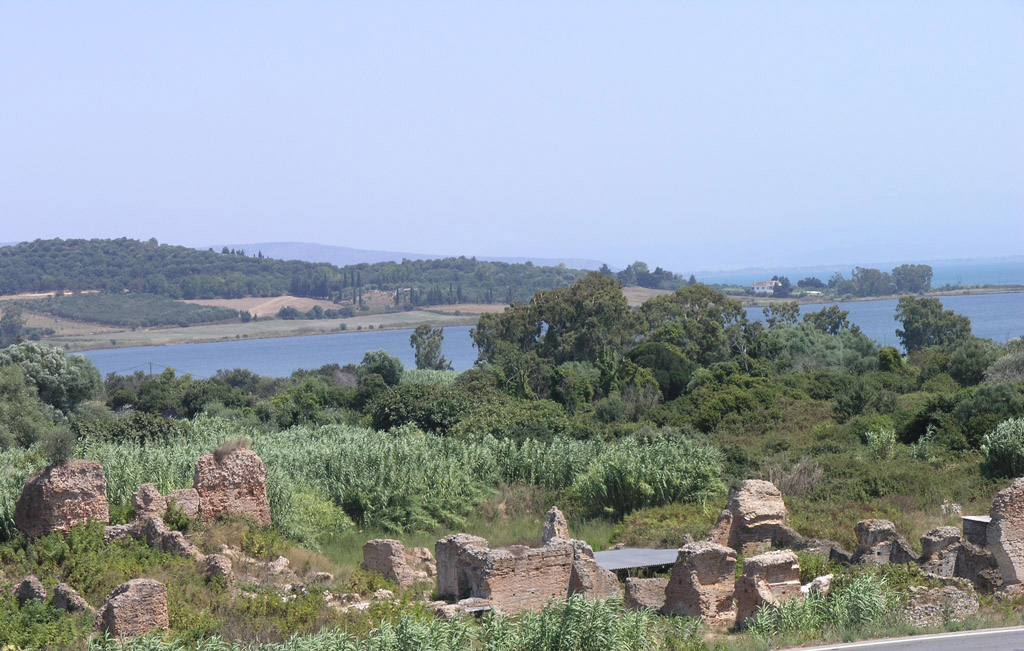
Resti dell'antica Nicopoli.

L'arcidiocesi di Nicopoli d'Epiro (in latino: Archidioecesis Nicopolitana in Epiro) è una sede soppressa e sede titolare della Chiesa cattolica.

## Storia
Nicopoli d'Epiro, le cui rovine si trovano nei pressi di Prevesa in Grecia, è l'antica sede metropolitana della provincia romana dell'Epirus Vetus nella diocesi civile di Macedonia.
La comunità cristiana di Nicopoli ha origini molto antiche. Essa fu fondata dall'apostolo Paolo, come è testimoniato dalla lettera a Tito (3,12). Da questa comunità provenne il primo papa di lingua greca, Eleuterio (175-189). Eusebio di Cesarea dà notizia che Origene scoprì in questa città una rara traduzione greca dell'Antico Testamento, cosa che presuppone la presenza a Nicopoli di un'importante comunità ebraica.
Con la riorganizzazione amministrativa dell'Impero voluta da Diocleziano, Nicopoli diventa la capitale della provincia dell'Epiro Vecchio, e di conseguenza anche una sede metropolitana nell'organizzazione ecclesiastica. Primo metropolita conosciuto è Eliodoro, presente al concilio di Sardica del 343/344.
Come tutte le sedi episcopali della prefettura dell'Illirico, fino a metà circa dell'VIII secolo la sede di Nicopoli era parte del patriarcato di Roma; in seguito fu sottoposta al patriarcato di Costantinopoli.
A partire dal V secolo la città inizia un lento ma inevitable declino, saccheggiata più volte dagli eserciti stranieri di passaggio, Visigoti, Vandali e Ostrogoti e, più tardi, Arabi e Bulgari. La riorganizzazione amministrativa e militare dell'Impero in epoca bizantina trasforma l'Epiro in un thema imperiale con capitale Naupacto, a cui vengono trasferiti i titoli e le funzioni metropolitane che furono di Nicopoli.
Ridotta a semplice diocesi, la città perse d'importanza. Dopo gli ultimi saccheggi di Arabi e Bulgari (IX-X secolo), gli abitanti l'abbandonarono preferendo rifugiarsi a Cozila o in uno dei porti dell'antica metropoli, l'odierna Prevesa.
Dal XIX secolo Nicopoli di Epiro è annoverata tra le sedi arcivescovili titolari della Chiesa cattolica; la sede è vacante dall'11 giugno 1971.

## Cronotassi

### Arcivescovi greci
- Eliodoro † (menzionato nel 343/344)
- Donato † (prima del 425 - dopo il 432)
- Attico † (prima del 446 - dopo il 451)
- Eugenio † (menzionato nel 458)
- Alcisone † (? - circa 516)
- Giovanni I † (516 - ?)
- Domezio I † (documentato verso gli anni 540)
- Domezio II † (documentato verso gli anni 550/575)[4]
- Andrea † (circa 596 - dicembre 603 deceduto)
- Soterico † (? - circa 625 deceduto)
- Ipazio † (dicembre 625 - ?)
- Giovanni II † (circa VII-VIII secolo)[5]
- Anastasio † (menzionato nel 787)[6]
- Daniele † (? - prima dell'879 nominato arcivescovo di Ancira)[7]
- Leone † (circa IX secolo)[5]
- Basilio † (circa IX secolo)[5]
- Antonio † (circa IX-X secolo)[5]
- Nicola † (menzionato nel 1147)[8]
- Basilio † (menzionato nel 1157)[9]

### Arcivescovi titolari
- Alessandro Grossi † (14 dicembre 1889 - 12 giugno 1897 deceduto)[10]
- Enrico Grazioli † (24 marzo 1898 - 31 marzo 1906 deceduto)
- Francisco do Rego Maia † (3 aprile 1906 - 4 febbraio 1928 deceduto)
- John Aelen, M.H.M. † (28 febbraio 1928 - 11 febbraio 1929 deceduto)
- Giovanni Battista Federico Vallega † (1º marzo 1929 - 4 dicembre 1944 deceduto)
- Walentyn Dymek † (3 luglio 1945 - 3 maggio 1946 nominato arcivescovo di Poznań)
- Alessandro Guidati † (22 febbraio 1947 - 25 giugno 1952 deceduto)
- Celestine Joseph Damiano † (27 novembre 1952 - 24 gennaio 1960 nominato arcivescovo, titolo personale, di Camden)
- Antonio Cardona Riera † (28 marzo 1960 - 24 giugno 1961 deceduto)
- Joseph-Paul Strebler, S.M.A. † (16 giugno 1961 - 11 giugno 1971 dimesso)